# International Earth Rotation and Reference Systems Service
Il Servizio Internazionale di Rotazione della Terra e Sistemi di Servizio, abbreviato IERS, è un organismo internazionale nato nel 1987 per decisione dell'Unione Astronomica Internazionale e dell'International Union of Geodesy and Geophysics, con lo scopo di sostituire l'International Polar Motion Service (IPMS) e la sezione per l'osservazione della rotazione terrestre del Bureau International de l'Heure (BIH).

## Caratteristiche
Lo IERS è un organismo al servizio di varie comunità scientifiche e svolge le sue funzioni nei campi dell'astronomia, geodesia e geofisica ed è responsabile della realizzazione e del mantenimento di vari sistemi internazionali di riferimento:
- Il sistema internazionale di riferimento celeste (ICRS) e della sua realizzazione l'International Celestial Reference Frame (ICRF).
- Il sistema internazionale di riferimento terrestre (ITRS) e della sua realizzazione l'International Terrestrial Reference Frame (ITRF).
- Parametri di orientamento della Terra (EOP), descrivono le irregolarità nella rotazione della Terra. In sostanza forniscono la rotazione dell'ITRS rispetto all'ICRF in funzione del tempo.

Tra i compiti dell'IERS vi è anche quello di decidere quando applicare il secondo intercalare al tempo universale coordinato (UTC), che è il tempo ufficiale mondiale. Il secondo intercalare (in inglese: leap second, letteralmente secondo di salto) viene aggiunto o tolto all'UTC tutti gli anni in cui la differenza tra il tempo atomico (basato sugli orologi atomici) e quello astronomico (basato sull'osservazione della rotazione terrestre) supera 0,9 secondi. Questa procedura viene effettuata senza periodicità il 30 giugno o il 31 dicembre e origina il cosiddetto minuto di 61 secondi nel caso in cui il secondo intercalare sia aggiuntivo; il caso contrario, finora mai verificato, darebbe un minuto di 59 secondi.
Lo IERS diventò operativo il 1º gennaio 1988 col nome di International Earth Rotation Service ed è stato successivamente (2 aprile 2002) rinominato con l'attuale nome di International Earth Rotation and Reference Systems Service (letteralmente: "Servizio di sistemi internazionali di rotazione e di riferimento della Terra"). La sede centrale dell'IERS è situata a Parigi mentre il servizio rapido di previsione EOP è localizzato al United States Naval Observatory, Washington USA.